# Jucuapa
Jucuapa es un distrito del municipio de Usulután Norte en el departamento de Usulután, El Salvador. Según el censo oficial de 2024, tiene aproximadamente una población de 17.696 habitantes.

## Historia
La localidad es un pueblo precolombino Pipil. Se estima que para el año 1740 tenía unos 80 habitantes, mientras que en 1770 habían 668 pobladores. Ingresó en 1786 al Partido de San Miguel. En la época republicana, pasó a formar parte del departamento homónimo, en el año 1824. Obtuvo el título de villa el 20 de febrero de 1853, y pasó ese mismo año al departamento de Usulután.
El 4 de febrero de 1867, Jucuapa fue erigido como distrito, segregándose de la demarcación de Chinameca. 
Después de que se reglamentó la Policía Rural con Jueces de Policía rural en el 16 de mayo de 1868, se nombró a don Tomás Cisneros como Juez de Policía Rural del Distrito de Jucuapa, siendo don Tranquilino López su suplente.
Por Decreto Legislativo del 9 de marzo de 1874, se le otorgó el título de ciudad. Para 1890 tenía una población de 4500 habitantes.
En el 20 de abril de 1893, durante la administración del presidente Carlos Ezeta, la Secretaría de Instrucción Pública y Beneficencia, a propuesta del director general de Educación Pública, acordó el establecimiento de escuelas mixtas en los valles de Santa Cruz, Las Piedras, El Ratón, El Amatón y El Plan Grande.
En el 24 de febrero de 1902, la Cartera de Beneficencia de la Secretaría de Instrucción Pública y Beneficencia aprobó los Estatutos del Hospital y Cementerio de Jucuapa presentados por el Síndico Municipal. Según el informe de los trabajos del Hospital de Jucuapa en el año de 1905 hecho en el 18 de enero de 1906 por el director del Hospital, S. S. Zelaya, aún no se había puesto al servicio público el establecimiento por falta de oficinas interiores, el edificio se limitaba a una casa de 32 metros dividida en 4 salones con sus correspondientes puertas y ventanas.

## Terremotos
Jucuapa ha sufrido los estragos de dos terremotos desde el siglo XIX: el primero de ellos a las seis de la tarde del 2 de octubre de 1878, que causó pérdidas materiales y más de 30 víctimas; y nuevamente el 6 de mayo de 1951. Ese día, entre las 5 p. m. y 5:10 p. m. hora local, dos fuertes sismos asolaron la localidad que también fueron sentidos en los municipios de Chinameca, San Buenaventura, Santiago de María, y Nueva Guadalupe. El más intenso ocurrió a las 5:08 p. m. y tuvo una magnitud de 6.2 grados en la escala de Richter. Los datos de las víctimas fatales son confusos, con al menos 400 fallecidos, 1.100 heridos, un número indeterminado de desaparecidos, y unas 25.000 personas afectadas. ese trágico día, estaban contrayendo matrimonio Óscar Leopoldo Díaz Duran con María Luisa Torres, ambos muy reconocidos en la población

## Información general
El distrito de Jucuapa está limitado al Norte por el distrito de San Buenaventura, al noreste, por el distrito de Lolotique (San Miguel); al este y sur este por el distrito de Chinameca (San Miguel); al sur y suroeste por el distrito de Santa Elena; al oeste, por el distrito de Santiago de María; al noroeste por el distrito de El Triunfo. La cabecera del distrito es la ciudad del Jucuapa. El distrito tiene un área de 36,11 km², y la cabecera una altitud de 480 m s. n. m.
Las fiestas patronales se celebran en honor a San Simón, en el mes de octubre. El topónimo náhuat Jucuapa podría tener los significados de «Río de los Jocotes», o «Río Agrio». Para 1740 el poblado era conocido como "Jocoapa", y a partir de 1770 como "Jucuapa".

## Historia colonial
En los comedias del siglo XVII tribus yaquis o Pipiles se establecieron en las ubérrimas faldas de la sierra de Chinameca y fundaron la población de Jucuapa
En 1740, según el alcalde mayor de San Salvador don Manuel de Gálvez Corral, San Simón Jucuapa tenía 16 indios tributarios, lo que arroja una población de 80 almas.
En 1770, como pueblo anexo del curato de Usulután, el número de sus moradores ascendía a 668 repartidos en 140 familias, conforme datos demográficos recogidos por el arzobispo don Pedro Cortés y Larraz. Ingresó en 1786 en el partido de San Miguel.

## Personas destacadas
En este lugar nació el poeta Vicente Rosales y Rosales.
Fue galardonado como hijo meritísimo de su ciudad natal. Recibió homenajes de la Dirección General de Bellas Artes (1957), y un reconocimiento por parte de la Universidad de El Salvador (1964). Falleció en la ciudad de San Salvador el 2 de septiembre de 1980.
Jucuapa también es considerado el lugar de residencia del Dr Manuel Enrique Araujo, quien gobernó el país de 1911 hasta 1913

## Administración y política
A continuación se muestra una lista de los alcaldes que ha tenido la ciudad de Jucuapa (desde el año 2015)
| Nombre                       | Año de Inicio | Año de Finalización | Partido Político |
| ---------------------------- | ------------- | ------------------- | ---------------- |
| Luz María Cruz Torres        | 2024          | 2027                | FS               |
| Selvin Martínez              | 2021          | 2024                | NI               |
| Manuel Turcios Ruíz          | 2018          | 2021                | FMLN             |
| Juan Antonio Chévez Castillo | 2015          | 2018                | ARENA            |

## Deporte
El deporte más influyente en la ciudad de Jucuapa es el fútbol. Existió un equipo en la Segunda División de Fútbol Profesional de El Salvador, su nombre fue Club Deportivo Aspirante y fue un equipo muy representativo de la segunda División Profesional.
En la actualidad se celebran algunos deportes para beneficio de la comunidad y esparcimiento juvenil, torneos en las diferentes ramas deportivas como voleibol, softball, baloncesto y fútbol. Estos organizados por el Consejo Municipal o en algunos casos por la población en general.